# Mauro di Cesena
Mauro di Cesena (... – 21 novembre 946) è stato un vescovo e monaco cristiano italiano.
Fu un monaco dell'Ordine benedettino e vescovo di Cesena.

## Biografia
Papa Giovanni X, che era stato arcivescovo di Ravenna dal 905 al 914, prima del 926 assegnò Mauro, monaco benedettino e proprio nipote, alla cattedra di Cesena.
Mauro aveva ottenuto dal papa il permesso di poter costruire sul Monte Spaziano (che da allora assunse il suo nome), un piccolo eremo e una chiesetta, dove ogni tanto si isolava nella preghiera e dove volle essere sepolto dopo la propria morte.
La sua morte è da situare in un anno precedente al 945, in cui gli atti di un concilio tenutosi a Ravenna danno presente un altro vescovo di Cesena, Gunfredo; e non di poco, perché Pier Damiani ricorda anche un Costanzo, nipote di Mauro e suo successore sul seggio cesenate.
Il luogo di sepoltura divenne meta di pellegrinaggi. Si diffuse la notizia che gli ammalati ottenessero la grazia della guarigione. Una signora aquitana recuperò la vista e fece costruire una chiesuola sul posto. Crebbero la fama del santuario, quello che poi diventerà l'attuale Abbazia di Santa Maria del Monte, e il numero di fedeli. Grazie alle numerose donazioni, i monaci ebbero la possibilità di costruire una basilica e un monastero. Quest'ultimo, già nel 1042, era proprietario di terre confinanti. Nel 1059 una bolla di Papa Niccolò II confermò tutti i privilegi già concessi.